# Maria Elisabetta di Eggenberg
Maria Elisabetta di Eggenberg (Graz, 26 settembre 1640 – Vienna, 19 maggio 1715) è stata principessa consorte di Dietrichstein-Nikolsburg dal 1656 al 1698, come moglie del principe Ferdinando Giuseppe.

## Biografia
La principessa Maria Elisabetta nacque nel 1640 a Graz, primogenita di Giovanni Antonio I e di Anna Maria di Brandeburgo-Bayreuth.
Il 7 febbraio del 1656 sposò nella propria città natale Ferdinando Giuseppe di Dietrichstein. Morì nel 1715 a Vienna, all'età di 74 anni.

## Discendenza
Maria Elisabetta di Eggenberg e Ferdinando Giuseppe di Dietrichstein ebbero nove figlie e dieci figli:
- Anna Maria (2 febbraio 1657 - 21 maggio 1659);
- Sigismondo Francesco (21 aprile 1658 - 26 agosto 1667);
- Leopoldo Ignazio (1660-1708);
- Erdmuthe (1662-1737);
- Carlo Giuseppe (1663-1693);
- Gualtiero Francesco Saverio (1664-1738);
- Francesca (22 ottobre 1665 - 22 ottobre 1665);
- Massimiliano (25 agosto 1666 - 25 agosto 1666);
- Margherita (1667-1682);
- Maria Aloisia (28 novembre 1668 - 24 aprile 1673);
- Venceslao Domenico Luca (18 ottobre 1670 - 24 aprile 1673);
- Cristiano (5 dicembre 1672 - 5 dicembre 1672);
- Claudia Felicita Giuseppa (25 aprile 1674 - 10 settembre 1682);
- Maria Giuseppa Antonia Gaetana Rosa (13 novembre 1675 - 16 novembre 1675);
- Ferdinando (1676-1676);
- Maria Carlotta Anna (20 settembre 1677 - 21 agosto 1682);
- Giacobbe Antonio (1678-1721);
- Raimondo Giuseppe (18 giugno 1679 - 18 agosto 1682);
- Domenica Maria Anna (30 luglio 1685 - 3 marzo 1694).

## Ascendenza
|                                    |                                 |                                     | Genitori                         |  |  | Nonni |  |  | Bisnonni               |  |  | Trisnonni              |  |
|                                    |                                 |                                     |                                  |  |  |       |  |  | Seyfried von Eggenberg |  |  | Wolfgang von Eggenberg |  |
|                                    |                                 |                                     |                                  |  |  |       |  |  | Seyfried von Eggenberg |  |  | Wolfgang von Eggenberg |  |
|                                    |                                 | Ursula Sibylla Panichar             |                                  |  |  |       |  |  | Seyfried von Eggenberg |  |  |                        |  |
| Giovanni Ulrico di Eggenberg       |                                 |                                     |                                  |  |  |       |  |  | Seyfried von Eggenberg |  |  |                        |  |
|                                    |                                 | Anna Benigna Galler von Schwanberg  | Sigmund Galler von Schwanberg    |  |  |       |  |  |                        |  |  |                        |  |
|                                    |                                 | Anna Benigna Galler von Schwanberg  | Sigmund Galler von Schwanberg    |  |  |       |  |  |                        |  |  |                        |  |
|                                    |                                 | Anna Benigna Galler von Schwanberg  | Anna von Herberstein             |  |  |       |  |  |                        |  |  |                        |  |
| Giovanni Antonio I di Eggenberg    |                                 | Anna Benigna Galler von Schwanberg  |                                  |  |  |       |  |  |                        |  |  |                        |  |
|                                    |                                 | Konrad von Thannhausen              | Balthasar von Thannhausen        |  |  |       |  |  |                        |  |  |                        |  |
|                                    |                                 | Konrad von Thannhausen              | Balthasar von Thannhausen        |  |  |       |  |  |                        |  |  |                        |  |
|                                    |                                 | Konrad von Thannhausen              | Euphrosyne von Apffenthal        |  |  |       |  |  |                        |  |  |                        |  |
| Maria Sidonia von Thannhausen      |                                 | Konrad von Thannhausen              |                                  |  |  |       |  |  |                        |  |  |                        |  |
|                                    |                                 | Dorothea von Teuffenbach            | Johann von Teuffenbach           |  |  |       |  |  |                        |  |  |                        |  |
|                                    |                                 | Dorothea von Teuffenbach            | Johann von Teuffenbach           |  |  |       |  |  |                        |  |  |                        |  |
|                                    |                                 | Dorothea von Teuffenbach            | Martha von Windisch-Graetz       |  |  |       |  |  |                        |  |  |                        |  |
| Maria Elisabetta di Eggenberg      |                                 | Dorothea von Teuffenbach            |                                  |  |  |       |  |  |                        |  |  |                        |  |
|                                    | Giovanni Giorgio di Brandeburgo | Gioacchino II di Brandeburgo        |                                  |  |  |       |  |  |                        |  |  |                        |  |
|                                    | Giovanni Giorgio di Brandeburgo | Gioacchino II di Brandeburgo        |                                  |  |  |       |  |  |                        |  |  |                        |  |
|                                    | Giovanni Giorgio di Brandeburgo | Maddalena di Sassonia               |                                  |  |  |       |  |  |                        |  |  |                        |  |
| Cristiano di Brandeburgo-Bayreuth  | Giovanni Giorgio di Brandeburgo |                                     |                                  |  |  |       |  |  |                        |  |  |                        |  |
|                                    |                                 | Elisabetta di Anhalt-Zerbst         | Gioacchino Ernesto di Anhalt     |  |  |       |  |  |                        |  |  |                        |  |
|                                    |                                 | Elisabetta di Anhalt-Zerbst         | Gioacchino Ernesto di Anhalt     |  |  |       |  |  |                        |  |  |                        |  |
|                                    |                                 | Elisabetta di Anhalt-Zerbst         | Agnese di Barby                  |  |  |       |  |  |                        |  |  |                        |  |
| Anna Maria di Brandeburgo-Bayreuth |                                 | Elisabetta di Anhalt-Zerbst         |                                  |  |  |       |  |  |                        |  |  |                        |  |
|                                    |                                 | Alberto Federico di Prussia         | Alberto I di Prussia             |  |  |       |  |  |                        |  |  |                        |  |
|                                    |                                 | Alberto Federico di Prussia         | Alberto I di Prussia             |  |  |       |  |  |                        |  |  |                        |  |
|                                    |                                 | Alberto Federico di Prussia         | Anna Maria di Brunswick-Lüneburg |  |  |       |  |  |                        |  |  |                        |  |
| Maria di Hohenzollern              |                                 | Alberto Federico di Prussia         |                                  |  |  |       |  |  |                        |  |  |                        |  |
|                                    |                                 | Maria Eleonora di Jülich-Kleve-Berg | Guglielmo di Jülich-Kleve-Berg   |  |  |       |  |  |                        |  |  |                        |  |
|                                    |                                 | Maria Eleonora di Jülich-Kleve-Berg | Guglielmo di Jülich-Kleve-Berg   |  |  |       |  |  |                        |  |  |                        |  |
|                                    |                                 | Maria Eleonora di Jülich-Kleve-Berg | Maria d'Austria                  |  |  |       |  |  |                        |  |  |                        |  |
|                                    |                                 | Maria Eleonora di Jülich-Kleve-Berg |                                  |  |  |       |  |  |                        |  |  |                        |  |